# Probopyrus bithynis
Probopyrus bithynis är en kräftdjursart som beskrevs av Richardson1904. Probopyrus bithynis ingår i släktet Probopyrus och familjen Bopyridae.
Artens utbredningsområde är Mexikanska golfen. Inga underarter finns listade i Catalogue of Life.